# Sverige i olympiska vinterspelen 1928
För Sveriges del kan konstateras, att vinterspelen 1928 är något av ett genombrott i längdlöpning på skidor. 50 km-loppet blev en svensk storslam med alla tre medaljerna i ett lopp som började i 2-gradig kyla och slutade i rena sommarvärmen, 23 plusgrader uppmättes i solen. Loppet blev ett kraftprov av stora mått och det var bara segraren Särna-Hedlund, som klarade 5 timmarsgränsen.

## Svenska medaljörer

### Ishockey
- Sverige (Carl "Calle Aber" Abrahamsson, Emil Bergman, Birger Holmqvist, Gustaf "Lulle" Johansson, Henry Johansson, Nils "Björnungen" Johansson, Ernst Karlberg, Erik  "Burret" Larsson, Bertil Linde, Wilhelm Petersén, Kurt Sucksdorff, Sigfrid Öberg), silver

### Skidor, nordiska grenar
- 50 km
  - - Per-Erik Hedlund, guld
  - - Gustav Jonsson, silver
  - - Volger Andersson, brons

### Konståkning
- Herrar
  - - Gillis Grafström, guld